# Rio Apoquitaua
Rio Apoquitaua är ett vattendrag i Brasilien.   Det ligger i delstaten Amazonas, i den centrala delen av landet, 1 800 km nordväst om huvudstaden Brasília. Rio Apoquitaua ligger vid sjön Lago Curuçá.
I omgivningarna runt Rio Apoquitaua växer i huvudsak städsegrön lövskog. Runt Rio Apoquitaua är det glesbefolkat, med 11 invånare per kvadratkilometer.